# Zarzis (délégation)
Zarzis est une délégation tunisienne dépendant du gouvernorat de Médenine.
| Hommes | Classe d’âge | Femmes |
| ------ | ------------ | ------ |
| 2 184  | 75 ou +      | 2 497  |
| 5 236  | 60-74 ans    | 5 526  |
| 6 806  | 45-59 ans    | 8 244  |
| 5 839  | 30-44 ans    | 8 004  |
| 5 777  | 15-29 ans    | 7 631  |
| 9 133  | 0-14 ans     | 8 831  |